# Frauenwahlrecht in Japan
Das Frauenwahlrecht in Japan ergibt sich aus dem allgemeinen Erwachsenenwahlrecht und der Gleichberechtigung der Geschlechter, die in der Verfassung Japans garantiert sind. Es wurde, wie auch in den anderen Staaten Ostasiens, erst nach dem Zweiten Weltkrieg allgemein eingeführt. Das Frauenwahlrecht in Japan war Teil der demokratischen Verfassung, die auf die amerikanische Besatzung nach 1945 zurückgeht. Am 12. Dezember 1945 wurden das aktive und passive Frauenwahlrecht in Japan für das Unterhaus, am 24. Februar 1947 für das Oberhaus eingeführt.

## Geschichte

Frauen bei der Stimmabgabe in der ersten Hälfte der 1920er-Jahre

Vor dem Beginn der Meiji-Zeit, also vor 1868, durften wie in anderen eher feudal strukturierten Gesellschaften auf lokaler Ebene Frauen unter denselben Bedingungen wählen und gewählt werden wie Männer: Das Wahlrecht war an das Bezahlen von Steuern geknüpft. Ende des 19. Jahrhunderts durften dann nur noch erwachsene Männer wählen, und nach Artikel 5 des Gesetzes zur Aufrechterhaltung der öffentlichen Sicherheit durften Frauen nicht einmal an politischen Versammlungen teilnehmen. Da der direkte Weg zu politischen Aktivitäten versperrt war, waren die Befürworterinnen des Frauenwahlrechts bei ihrem Kampf auf soziale Organisationen angewiesen, die sich die Kontrolle des Alkoholkonsums und der Prostitution auf die Fahnen geschrieben hatten. Sogar dieser Weg war nicht unproblematisch – 1920 mussten 200 Frauen eine Versammlung der Purity Society, die gegen registrierte Prostitution kämpfte, verlassen, als dort das Männerwahlrecht diskutiert wurde. Wie in Deutschland und Österreich konzentrierten sich die Frauen erst einmal darauf, das Recht zu erhalten, ihren Kampf organisieren zu dürfen. Mit einer verbesserten Bildung der Frauen (1912 konnten 98 % der Mädchen lesen und schreiben) und ihrer immer größer werdenden Präsenz in der Berufswelt, wurde das Versammlungsrecht von immer größerer Bedeutung.

Die wichtigste feministische Führungspersönlichkeit war Ichikawa Fusae. Bei einem Aufenthalt in den Vereinigten Staaten wurde sie von Alice Paul 

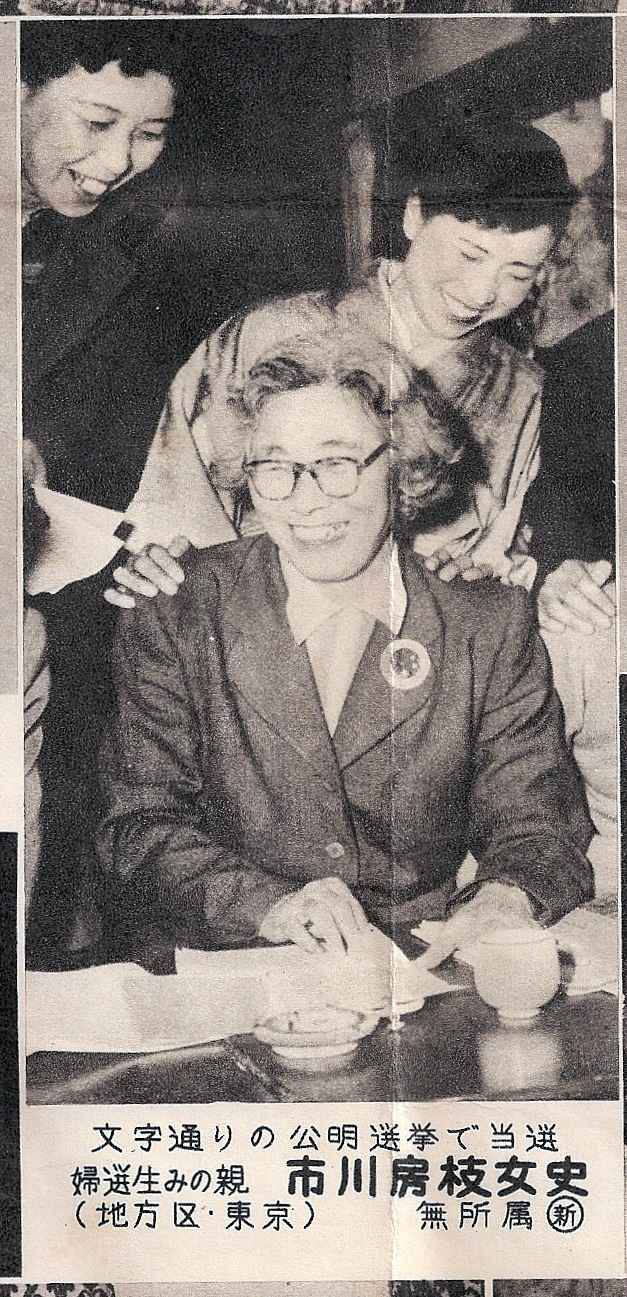
Ichikawa Fusae, japanische Feministin und Politikerin, von 1953 bis 1981 unabhängige Abgeordnete im Oberhaus

sowie anderen Frauenwahlrechtsaktivistinnen wie Carrie Chapman Catt geprägt. 1924 kam sie nach Japan zurück und gründete die radikale Women's Suffrage League of Japan. 1925 wurde das Männerwahlrecht eingeführt und kurz darauf behandelte das Unterhaus eine Petition für das Frauenwahlrecht. Zwar wurde sie abgelehnt, doch war sie ein Zeichen fortschrittlichen Denkens: Die Parlamentarier wollten zeigen, dass Japan im internationalen Vergleich nicht zurückstand.
In Japan war der Staat eine wichtigere Größe als in nördlichen Staaten, da seine Organe den göttlichen Tennō repräsentierten. Frauen waren somit geneigt mit dem Staat zusammenzuarbeiten und offiziellen Schutz dafür zu genießen, dass sie, was die Moral anging, das Bild des Staats von den Frauen bestätigten. Ab den 1930er Jahren wurde die politische Beteiligung von Frauen als vorteilhaft für die nationalen Interessen dargestellt. Japanische Beobachter hatten bemerkt, dass das Einführen des Frauenwahlrechts weder in Großbritannien noch in den Vereinigten Staaten radikale soziale Veränderungen oder gar Aufstände zur Folge gehabt hatte. 1931 sahen viele Abgeordnete das Frauenwahlrecht als ein Mittel an, die Tugenden der japanischen Frauen zu erhalten.
Wie auch in anderen Staaten war das Unterhaus bereit, jedenfalls auf lokaler und auf Provinzebene eine Frauenwahlrecht zuzulassen, doch das Oberhaus lehnte die entsprechenden Gesetze 1929 und 1930 ab. Schließlich brachte die Regierung 1931 selbst eine Vorlage zum Wahlgesetz ein, die Frauen mit 25 die politischen Rechte verschaffen wollte; Männer erwarben diese jedoch bereits mit 20 Jahren. Der vom Kabinett Hamaguchi in den Reichstag eingebrachte Gesetzentwurf zur Einführung eines aktiven und eingeschränkten passiven Frauenwahlrechts bei Präfektur- und Gemeindewahlen wurde vom Abgeordnetenhaus verabschiedet, aber vom Herrenhaus mit 184 zu 62 Stimmen abgelehnt. Das Vorhaben scheiterte an der konservativen Opposition, die den politischen Aktivitäten von Frauen einen negativen Einfluss auf ihr Wesen und den Haushalt zuschrieb. Auch gab es ideologische Kämpfe in der Frauenbewegung, die zu Uneinigkeit in Bezug auf das Frauenwahlrecht führten.

Die politische Krise in Japan in den 1930er Jahren führte dazu, dass Reformbewegungen wie der Einsatz für das Frauenwahlrecht behindert wurden. So wurde die Zeitschrift der Women's Suffrage League 1941 zwangsweise eingestellt. 1940 wurden die Parteien abgeschafft und 1942 verschmolz die Regierung alle Frauengruppen zur Greater Japan Women's Association, um die Aktivitäten in Japan einschließlich der Mobilisierung von Frauen und Kindern zu verstärken. Ichikawa Fusae wurde Vorsitzende des Verbandes. Zwar hatte sie sich ursprünglich gegen Militarismus gewehrt, doch als sich ihr Land im Krieg befand, änderte sich ihre Einstellung. Auch glaubte sie, es werde dem Frauenwahlrecht nützen, wenn sich der Wert der Frauen als Unterstützerinnen in dieser schwierigen Lage zeige.

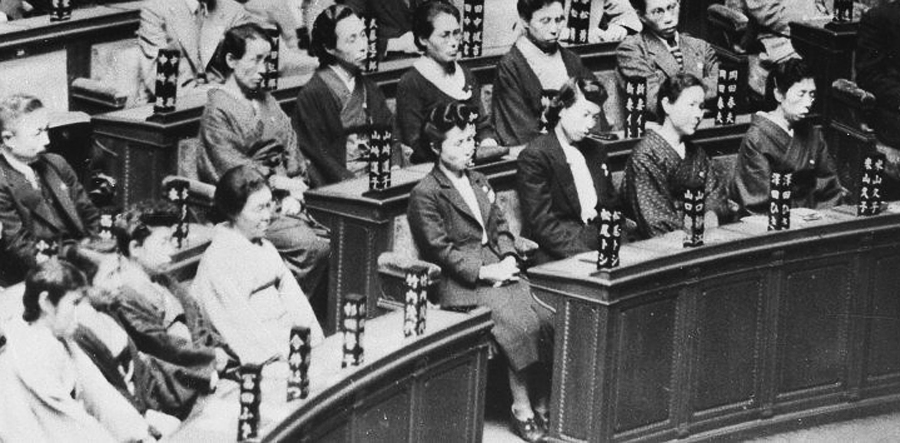
Die ersten weiblichen Abgeordneten im japanischen Unterhaus, 1946.

Nach der Niederlage Japans 1945 drängte Ichikawa den Premierminister, das Frauenwahlrecht einzuführen, statt dies von den amerikanischen Besatzern tun zu lassen, doch sie stieß auf taube Ohren. Die folgende liberale Regierung stand dem Frauenwahlrecht aufgeschlossener gegenüber, und es erscheint durchaus möglich, dass es auch ohne Besatzung eine Veränderung in dieser Sache gegeben hätte. Die Besatzer ließen politische Parteien wieder zu und brachten eine Reihe weitreichender Reformen zur Demokratisierung Japans auf den Weg, darunter auch Maßnahmen wie die Einführung des Wahlrechts für Frauen über 20 Jahre. Somit wurden erst nach der Niederlage Japans und der Besatzung durch die Amerikaner 1945 frühere politische Beschränkungen für Frauen aufgehoben und das aktive und passive Frauenwahlrecht eingeführt: Am 12. Dezember 1945 für das Unterhaus, am 24. Februar 1947 für das neu geschaffene, gewählte Rätehaus, das das mehrheitlich ernannte Herrenhaus als Oberhaus ersetzte. Somit war das allgemeine Wahlrecht Teil der demokratischen Verfassung, die auf die Besatzung zurückgeht.
Wie in anderen Staaten, so ging auch hier die Erlangung des Wahlrechts für eine Gruppe mit dem Verlust des Wahlrechts für andere einher: Männliche Taiwanesen und Koreaner, die in Japan lebten und seit 1925 hatten wählen dürfen, verloren unter der neuen Verfassung ihr Wahlrecht, da diese Verfassung das Wahlrecht an die japanische Nationalität knüpfte. So war die Geschlechterungleichheit durch eine ethnische Ungleichbehandlung abgelöst worden.
Das Frauenwahlrecht war hier wie auch in anderen Staaten nach einer Zeit erlangt, in der Frauen während eines Krieges in der Heimat die Nation unterstützten. Auch lassen sich Parallelen zwischen Japan und anderen Staaten, die ursprünglich nicht demokratisch regiert wurden, ausmachen: dazu gehören etwa Deutschland oder den Staaten des Habsburgerreiches nach dem Ersten Weltkrieg oder Italien und Frankreich nach dem Zweiten Weltkrieg: Auch hier musste die konservative Verwaltung, die das Frauenwahlrecht lange blockiert hatte, erst besiegt und zurückgedrängt werden, bevor das Frauenwahlrecht erreicht werden konnte.
67 Prozent der Frauen gingen zur Shūgiin-Wahl am 10. April 1946 und 39 Frauen wurden gewählt.
Ichikawa war von den Besatzern für vier Jahre aus dem öffentlichen Leben verbannt worden, hauptsächlich, weil sie die Propagandaorganisation der Regierung unterstützt hatte. Nach ihrer Rückkehr auf die politische Bühne war sie von 1953 bis 1981 unabhängige Abgeordnete im Oberhaus und eine der wenigen Frauenrechtlerinnen der Erde, die ihre Fähigkeiten für eine erfolgreiche Parlamentskarriere hatten nutzen können.
Bis 1952 lagen zwar die rechtlichen Grundlagen für die Gleichstellung von Frauen in politischer, sozialer und wirtschaftlicher Hinsicht vor, aber bei der Infragestellung männlicher Vorrechte in der Regierung wurde seither nur wenig Fortschritt erzielt.